# Badesse di Quedlinburg
Questa è una lista delle badesse di Quedlinburg.
| Matilda 955 - 7 febbraio 999                            |  | 966–999     | Figlia di Ottone I di Sassonia e Adelaide di Borgogna; nipote di Matilde di Ringelheim, fondatrice dell'abbazia.                    | Dinastia ottoniana |
| Adelaide I 977 - 14 gennaio 1044                        |  | 999–1044    | Nipote di Matilde e figlia di Ottone II di Sassonia e Teofano.                                                                      | Dinastia ottoniana |
| Beatrice I 1037 - 13 luglio 1061                        |  | 1044–1061   | Figlia di Enrico III e della sua prima moglie, Gunilde di Danimarca.                                                                | Dinastia salica    |
| Adelaide II 1045 - 11 gennaio 1096                      |  | 1062–1096   | Sorellastra di Beatrice I e figlia di Enrico III e della sua seconda moglie, Agnese di Poitou.                                      | Dinastia salica    |
| Eilica 1080 - 1142 (?)                                  |  | 1096–1110   | Le uniche informazioni disponibili sono delle monete trovate in Svezia.                                                             |                    |
| Agnese I 1088 - 1125/6                                  |  | 1110–1125/6 | Nipote di Beatrice I e Adelaide II, figlia di Ladislao Herman di Polonia e Giuditta Maria di Baviera.                               | Piast              |
| Geuberga deceduta il 12 luglio 1137                     |  | 1126–1137   | Sorella dei conti Goffredo von Cappenberg e Ottone von Cappenberg.                                                                  | Cappenberg         |
| Beatrice II 1123 - 2 aprile 1160                        |  | 1137–1160   | Figlia di Ermanno I di Winzenburg e Edvige di Wöltingerode.                                                                         | Vornbach           |
| Meregarda                                               |  | 1160–1161   | |                    |
| Adelaide III deceduta il 1 maggio 1184                  |  | 1161–1184   | Figlia di Frederick II di Sommerschenburg e Lutgard di Salzwedel.                                                                   | Sommerschenburg    |
| Agnese II 19 giugno 1145 - 22 gennaio 1203              |  | 1184–1203   | Figlia di Corrado di Meißen e Luitgard di Elchingen-Ravenstein.                                                                     | Wettin             |
| Sofia I 1182 - 9 giugno 1226                            |  | 1203–1226   | Nipote di Agnese II e figlia di Federico I di Brehna e Hedwig di Böhmen-Jamnitz.                                                    | Wettin             |
| Bertrade I 1221 - 1229                                  |  | 1226–1230   | Figlia di Dedo II e Adelaide di Harbke.                                                                                             | Krosigk            |
| Cunigunde 1222 - 1231                                   |  | 1230–1231   | Sorella del vescovo Meinard von Kranichfeld                                                                                         | Kranichfeld        |
| Osterlinde deceduta nel 1233                            |  | 1231–1233   | | Falkenstein        |
| Gertrude deceduta l'11 ottobre 1270                     |  | 1233–1270   | Figlia di Werner von Ampfurth. | Ampfurth           |
| Bertrade II 1270 - 13 ottobre 1308                      |  | 1270–1308   | |                    |
| Jutta 1285 - 5 novembre 1347                            |  | 1308–1347   | Figlia di Volrad VIII, Count of Kranichfeld.                                                                                        | Schwarzburg        |
| Luitgard 1336 - 17 dicembre 1353                        |  | 1347–1353   | Figlia di Louis, Count of Stolberg-Wernigerode.                                                                                     | Stolberg           |
| Agnese III deceduta il 9 ottobre 1364                   |  | 1354–1362   | Figlia di Lappo von Schraplau. | Schraplau          |
| Elisabeth I deceduta nel 1375                           |  | 1362–1375   | | Hakeborn           |
| Margarete 1355 - 13/14 dicembre 1379                    |  | 1376–1379   | Sorella di Agnese III e figlia di Lappo von Schraplau.                                                                              | Schraplau          |
| Irmgard 1356 - 20/22 agosto 1405                        |  | 1379–1405   | Figlia di Alberto I di Kirchberg e Elisabetta di Orlamünde.                                                                         | Kirchberg          |
| Adelaide IV 1376 - 15 marzo 1441                        |  | 1405–1435   | Figlia di Enrico II di Isenburg e Adelaide di Hanau.                                                                                | Isenburg           |
| Anna I 1416 - 14 gennaio 1458                           |  | 1435–1458   | Figlia di Heinrich IX von Reuss, signore di Plauen e Königswarth e sua moglie Anna di Riesenburg.                                   | Reuss              |
| Edvige 31 ottobre 1445 - 13 giugno 1511                 |  | 1458–1511   | Figlia di Federico II di Sassonia e Margherita d'Austria e nipote di Federico III d'Asburgo.                                        | Wettin             |
| Maddalena 1491 - 2 ottobre 1515                         |  | 1511–1515   | Figlia di Alberto IV di Anhalt ed Elisabetta di Mansfeld.                                                                           | Ascanidi           |
| Anna II 28 gennaio 1504 - 4 marzo 1574                  |  | 1515–1574   | Ultima badessa cattolica e prima badessa luterana. Figlia di Botho di Stolberg e Anna di Eppstein-Königstein.                       | Stolberg           |
| Trasformazione dell'abbazia secondo il credo evangelico |  |             | |                    |
| Elisabetta II 1542 - 20 luglio 1584                     |  | 1574–1584   | Figlia del conte Ulrico X di Regenstein-Blankenburg e della sua seconda moglie Maddalena di Stolberg.                               | Regenstein         |
| Anna III 3 aprile 1565 - 12 maggio 1601                 |  | 1584–1601   | Figlia del conte Enrico di Stolberg and Elisabetta di Gleichen.                                                                     | Stolberg           |
| Maria 7 ottobre 1571 - 7 marzo 1610                     |  | 1601–1610   | Figlia di Giovanni Guglielmo di Sassonia-Weimar e della contessa Dorotea Susanna di Wittelsbach-Simmern.                            | Wettin             |
| Dorotea 7 gennaio 1591 - 17 novembre 1617               |  | 1610–1617   | Figlia di Cristiano I di Sassonia e Sofia di Brandeburgo.                                                                           | Wettin             |
| Dorotha Sofia 19 dicembre 1587 - 10 febbraio 1645       |  | 1617–1645   | Figlia di Federico Guglielmo I di Sassonia-Weimar e Sofia di Württemberg.                                                           | Wettin             |
| Anna Sofia I 2 aprile 1619 - 1 settembre 1680           |  | 1645–1680   | Figlia di Giorgio Guglielmo del Palatinato-Zweibrücken-Birkenfeld e della contessa Dorotea di Solms-Sonnenwalde.                    | Wittelsbach        |
| Anna Sofia II 17 dicembre 1638 - 13 dicembre 1683       |  | 1681–1683   | Figlia di Giorgio II d'Assia-Darmstadt e della principessa Sofia Eleonora di Sassonia.                                              | Assia-Darmstadt    |
| Anna Dorotea 12 novembre 1657 - 24 giugno 1704          |  | 1684–1704   | Figlia di Giovanni Ernesto II di Sassonia-Weimar e della duchessa Elisabetta Cristina di Schleswig-Holstein-Sonderburg.             | Wettin             |
| Aurora 18 agosto 1662 - 16 febbraio 1728                |  | 1704–1718   | Figlia di Kurt Christoph von Königsmarck e della moglie Marie Christine von Wrangel.                                                | Königsmarck        |
| Maria Elisabetta 21 marzo 1678 - 17 luglio 1755         |  | 1718–1755   | Figlia di Cristiano Alberto di Holstein-Gottorp e della principessa Federica Amalia di Danimarca.                                   | Holstein-Gottorp   |
| Anna Amalia 9 novembre 1723 - 30 marzo 1787             |  | 1756–1787   | Sorella minore di Federico II di Prussia, figlia del re di Prussia Federico Guglielmo I e della duchessa Sofia Dorotea di Hannover. | Hohenzollern       |
| Sofia Albertina 8 ottobre 1753 - 17 marzo 1829          |  | 1787–1803   | Nipote di Anna Amalia e figlia del re di Svezia Adolfo Federico di Svezia e della principessa Luisa Ulrica di Prussia.              | Holstein-Gottorp   |